# Francis Cherry
Francis Adams Cherry, född 5 september 1908 i Fort Worth, Texas, död 15 juli 1965 i Washington, D.C., var en amerikansk demokratisk politiker. Han var den 35:e guvernören i delstaten Arkansas 1953-1955. USA:s president Dwight D. Eisenhower utnämnde 1955 Cherry, en känd antikommunist, till medlem i Subversive Activities Control Board (SACB), en kommitté som undersökte kommunisternas inflytande i det amerikanska samhället under McCarthyismens tid. John F. Kennedy utnämnde honom 1963 till ordförande i SACB.
Cherry avlade 1930 grundexamen vid Oklahoma A&M College (numera Oklahoma State University). Han avlade sedan 1936 juristexamen vid University of Arkansas. Han gifte sig 10 november 1937 med Margaret Frierson. Paret fick tre barn.
Cherry besegrade ämbetsinnehavaren Sid McMath i demokraternas primärval inför 1952 års guvernörsval. Cherry utnyttjade tidens antikommunistiska anda i sin kampanj och kunde dessutom dra nytta av sitt efternamn i kampanjsloganen Pick a Cherry. Han vann sedan själva guvernörsvalet mot republikanen Jefferson W. Speck.
Orval Faubus utmanade Cherry i primärvalet inför 1954 års guvernörsval. Cherry påpekade att Faubus hade studerat vid Commonwealth College, en tidigare högskola i Arkansas och att många av studenterna hade varit kommunister. Faubus försvarade sig i ett tv-framträdande med att han hade avbrutit sina studier genast när han hade insett det kommunistiska inflytandet vid Commonwealth College. Faubus vann guvernörsvalet och efterträdde följande år Cherry som guvernör.
Cherrys grav finns på Oaklawn Cemetery i Jonesboro.